# Idea-Tec
A Idea-Tec é uma empresa chilena de tecnologia limpa e reciclagem criativa que transforma poliestireno em tinta. A empresa foi fundada em 2014 pelas químicas chilenas Constanza Cifuentes e Cristina Acuña.

## Contexto
Segundo a química Cristina Acuña, todos os anos no Chile 20.000 toneladas de poliestireno acabam em aterros sanitários ou na natureza. Como o poliestireno é composto de ar em 95% e é muito leve, em geral não é rentável reciclá-lo.

## Criação e história da empresa
Constanza Cifuentes e Cristina Acuña são formadas em química pela Universidade do Chile. Elas conheceram-se no laboratório da universidade, onde faziam parte do mesmo grupo de investigação.
Em 2014, criaram a Idea-Tec, com o objetivo de desenvolver tecnologias baseadas na inovação em química para reciclar resíduos de difícil gestão. Elas fizeram pesquisa e desenvolvimento durante três anos antes de chegar à tinta, e inicialmente tentaram transformar o poliestireno em cola e depois em verniz . Em 2015, o financiamento do programa Start-Up Chile permitiu-lhes alugar uma sala a um amigo para criar um pequeno laboratório. Elas perceberam que o poliestireno fornecia a aderência necessária à tinta. Depois disso, em 2017, trabalharam na industrialização do processo.
Em 2019, a empresa possuía uma fábrica no município de Colina e empregava nove pessoas. Em 2023, foi inaugurada uma fábrica em Lampa.
A sua inovação está patenteada no Chile desde 2020 e em quatro países europeus (França, Espanha, Alemanha, Reino Unido) desde 2023.

## Processo de reciclagem e impacto ambiental
Na sua fábrica, a Idea-Tec recebe poliestireno de empresas, e também de cidadãos através de alianças com os municípios de Vitacura e Renca. O poliestireno deve estar limpo e não ter tido contacto com gordura.
No processo de reciclagem, o poliestireno é primeiramente misturado a outros produtos para dissolvê-lo e extrair o ar, resultando numa resina líquida translúcida, semelhante ao mel. Outros materiais são então incorporados, como num processo tradicional de criação de tinta, como talco e pigmentos.
As tintas produzidas pela Idea-Tec contêm entre 14% e 30% de poliestireno reciclado, reduzindo assim o uso de matérias-primas.
As fundadoras da Idea-Tec indicam que entre a sua criação e 2023, a empresa reciclou 70 toneladas de poliestireno e evitou a emissão de 250 toneladas de CO2.

## Modelo económico
A Idea-Tec recebeu financiamento da organização chilena Corfo e das suas duas fundadoras.
A empresa comercializa três gamas de tintas. A primeira gama de tintas é uma tinta rodoviária utilizada nas ruas e nos estacionamentos de alguns centros comerciais. Mais tarde, a empresa desenvolveu tintas para uso doméstico.
Em 2019, a empresa destacou que as suas vendas eram o gargalo dos seus processos: embora existam grandes quantidades de plumavit para reciclar e a Idea-Tec às vezes tenha uma lista de espera para recebê-lo, a empresa critica a falta de interesse dos consumidores pelos novos produtos e a superficialidade das políticas ambientais de certas empresas, que não buscam incorporar produtos reciclados nos seus processos e nas suas licitações.
Em 2023, a empresa indicou que 5% das suas vendas foram feitas a particulares e 95% a empresas.

## Prémios
A inovação da Idea-Tec recebeu o Prémio Avonni 2019 na categoria Recursos Naturais e Meio Ambiente e Cristina Acuña recebeu o Prémio InspiraTEC em 2022, organizado pela Subsecretaria de Economia e Pequenos Negócios, na categoria empreendedor STEM.